# Czynnik skali
Czynnik skali – wielkość zależna tylko od czasu kosmicznego, wiążąca odległość własną pomiędzy dwoma punktami z odległością we współrzędnych współporuszających się:
{\displaystyle L=a(t)\;\lambda ,}
gdzie:
- {\displaystyle L} – odległość własna pomiędzy punktami,
- {\displaystyle \lambda } – odległość we współrzędnych współporuszających się,
- {\displaystyle a(t)} – czynnik skali, często oznaczany też jako {\displaystyle S(t)} lub {\displaystyle R(t).}

Czynnik skali może mieć wymiar odległości lub być bezwymiarowy (w zależności od przyjętej konwencji), wtedy odpowiednio odległość we współrzędnych współporuszających się jest bezwymiarowa lub ma wymiar odległości. Może być też różnie normalizowany – czasem przyjmuje się np. {\displaystyle a(t_{0})=1,} gdzie t0 jest obecną wartością czasu kosmicznego (obecnym wiekiem Wszechświata).
W ogólności, gdy {\displaystyle a(t_{0})=a_{0},} mamy następującą zależność pomiędzy czynnikiem skali a przesunięciem ku czerwieni:
{\displaystyle {\frac {a}{a_{0}}}={\frac {1}{1+z}},}
gdzie z jest przesunięciem.
Czynnik skali występuje w równaniach Friedmanna-Lemaître’a.
Zależność czynnika skali od czasu związana jest z dynamiką Wszechświata.
Z czynnikiem skali związany jest parametr Hubble’a, będący pochodną czynnika skali po czasie, dzieloną przez czynnik skali:
{\displaystyle H\equiv {\frac {{\dot {a}}(t)}{a(t)}}.}
W modelu kosmologicznym z niezerową stałą kosmologiczną, wartość czasu kosmicznego dla przesunięcia ku czerwieni z (a więc odpowiadającego mu czynnika skali a) wyraża się wzorem:
{\displaystyle t(z)={\frac {1}{H_{0}}}\int \limits _{a=0}^{a=1/(1+z)}{\frac {da}{\sqrt {\Omega _{m}/a+1-\Omega _{m}-\Omega _{\Lambda }+\Omega _{\Lambda }a^{2}}}},}
gdzie H0 jest stałą Hubble’a (obecną wartością parametru Hubble’a), {\displaystyle \Omega _{m}} jest obecną gęstością materii nierelatywistycznej, wyrażoną w jednostkach gęstości krytycznej, zaś {\displaystyle \Omega _{\Lambda }} jest obecną gęstością stałej kosmologicznej.